# A Voz Adorável de Clara Nunes
A Voz Adorável de Clara Nunes é o álbum de estreia da cantora brasileira Clara Nunes. Foi lançado em 1966 pela Odeon Records.

## Informação
Em 1960, Clara Nunes obteve o terceiro lugar no concurso A Voz de Ouro ABC, o que lhe deu o direito de gravar um compacto simples pela Odeon Records. No final de 1965, a cantora decidiu deixar Belo Horizonte, onde possuía certa fama, para tentar a sorte no Rio de Janeiro e cumprir o contrato que ganhara no concurso. Milton Miranda, diretor artístico da gravadora, resolveu apostar na jovem, pois já tinha ouvido falar bem dela. Em 21 de julho de 1965, Clara entrou no estúdio para gravar sua primeira canção pela multinacional &ndsah; "Amor Quando é Amor", de Othon Russo e Niquinho, que seria lançada como compacto simples tendo "Ai de Quem", de Osmar Navarro e Alcina Maria, como lado B. Pouco tempo depois seria lançado A Voz Adorável de Clara Nunes, um trabalho com conceito romântico repleto de boleros. O álbum foi um fracasso de vendas, sendo que apenas 3.100 unidades foram comercializadas à época, segundo a gravadora.

## Faixas
| N.º | Título                       | Compositor(es)                 | Duração |  |
| 1.  | "Amor Quando é Amor"         | Othon Russo, Niquinho          | 2:21    |  |
| 2.  | "Ai de Quem"                 | Alcina Maria, Osmar Navarro    | 2:20    |  |
| 3.  | "Poema do Desencontro"       | Silvino Neto                   | 3:00    |  |
| 4.  | "Convite"                    | Anísio Pessanha, Marco Polo    | 2:57    |  |
| 5.  | "Encontro"                   | Álvaro Santos                  | 2:54    |  |
| 6.  | "Adeus Rio"                  | Jota Júnior                    | 2:47    |  |
| 7.  | "De Vez Em Quando"           | João Roberto Kelly             | 2:49    |  |
| 8.  | "Tempo Perdido"              | Evaldo Gouveia, Jair Amorim    | 2:38    |  |
| 9.  | "Sonata de Quem é Feliz"     | Paulo Aguiar, Gabriel Pessanha | 2:58    |  |
| 10. | "Canção de Sorrir de Chorar" | Tito Madi                      | 2:33    |  |
| 11. | "Enredo"                     | Raul Sampaio, Benil Santos     | 2:44    |  |
| 12. | "Dia de Esperança"           | Jorge Smera                    | 2:44    |  |